# Рева Ілля Михайлович
Ілля́ Миха́йлович Ре́ва (біля 1853 — 31 березня 1915) — київський публіцист, багаторічний співробітник газети «Киянин», український громадський і політичний діяч, голова Липовецької повітової земської управи в 1911—1914 роках.

## Життєпис
З дворян Київської губернії. Землевласник Липовецького повіту (174 десятини в селі Феліксовка. Виховувався в Ніжинській гімназії, проте курсу не закінчив. Добровольцем брав участь в сербсько-турецькій війні. У 1877 році працював домашнім учителем на станції «Жмеринка». Під час навчання в Київському університеті Святого Володимира брав участь в Київській Громаді. У 1879 році Рева був висланий в Архангельську губернію після видання в Києві книги «Уманська різанина. Записки Вероніки Кребс» в його перекладі. У передмові він захищав та виправдовував гайдамаччину і зробив випад на адресу Михайла Юзефовича. Остання обставина, за чутками, і спричинила за собою вислання.
До середини 1880-х років повернувся до Києва, де протягом трьох років співпрацював в журналі «Землеробство», що видавався Київським сільськогосподарським товариством. В цей же час познайомився з Дмитром Піхно і почав публікуватися в «Киянині». Понад двадцять років був діяльним співробітником цієї газети, розміщуючи в ній свої статті з економічних, сільськогосподарським і суспільних питань. На початку 1890-х років був запрошений в журнал «Землеробство» в якості редактора, однак не був затверджений на цій посаді вищої адміністрацією краю. Опублікував ряд окремих робіт з питань сільського господарства. На початку 1900-х років покинув «Киянин» та два-три роки працював в більш ліберальних виданнях.
Після проголошення Маніфесту 17 жовтня 1905 року повернувся в газету «Киянин» та взяв діяльну участь в українському політичному житті і виборчих кампаніях в Державну думу імперії. Восени 1906 організував Обласний з'їзд виборців Південно-Західного краю, присвячений виборам в Державну думу II скликання. За рішенням з'їзду для ведення передвиборчої кампанії були створені повітові, губернські та обласні комітети виборців, а Рева був обраний головою обласного та Київського губернського комітетів. У 1906—1907 роках редагував офіційне видання обласного з'їзду газету «Листок російського виборця». Очолював губернський комітет виборців перед виборами в III Державну думу. У 1908 році став одним із засновників Київського клубу російських націоналістів, був обраний до комітету клубу, проте вже в наступному році вийшов з його складу. У 1912 році знову був обраним одним з керівників губернської виборчої кампанії в Державну думу IV скликання, поступившись місцем голови виборчого комітету Федору Безаку.
Протягом десяти років брав участь в земському самоврядуванні Київської губернії. Обирався гласним, а потім і членом Липовецької повітової управи у справах земського господарства. З введенням виборного земства в Західному краї, в 1911 році був обраний головою Липовецької повітової земської управи, на цій посаді пробув три роки.
Помер 31 березня 1915 року у Феліксовці після тривалої хвороби. Був одружений, мав двох синів.

## Публікації
- Уманская резня. Записки Вероники Кребс. (Перевод с предисловием И. М. Ревы). — Киев, 1879.
- Северные железнодорожные вожделения. — Архангельск, 1884.
- Из времен польского восстания 1863 г. // «Кіевская старина», 1885, № 4.
- Киевский областной съезд сельских хозяев 1890 года. — Киев, 1889.
- Задачи сельскохозяйственных обществ и Киевское сельскохозяйственное общество. — Киев, 1891.
- Киевское сельскохозяйственное общество, его деятели и его деятельность. — Киев, 1892.
- Киевский крестьянин и его хозяйство. — Киев, 1893.
- Киевский областной сельскохозяйственный съезд. — Киев, 1894.
- Реорганизация сельского хозяйства. — Киев, 1894.
- Земледельческие синдикаты. — Киев, 1897.
- Вопросы сельского хозяйства. — Киев, 1898.